# Perton
Perton es una parroquia civil y un pueblo del distrito de South Staffordshire, en el condado de Staffordshire (Inglaterra).

## Geografía
Según la Oficina Nacional de Estadística británica, Perton tiene una superficie de 16,95 km².

## Demografía
Según el censo de 2001, Perton tenía 11 118 habitantes (48,93% varones, 51,07% mujeres) y una densidad de población de 655,93 hab/km². El 22,54% eran menores de 16 años, el 73,53% tenían entre 16 y 74, y el 3,93% eran mayores de 74. La media de edad era de 35,4 años. Del total de habitantes con 16 o más años, el 26,15% estaban solteros, el 60,76% casados, y el 13,09% divorciados o viudos.
Según su grupo étnico, el 95,57% de los habitantes eran blancos, el 0,9% mestizos, el 2,49% asiáticos, el 0,6% negros, el 0,31% chinos, y el 0,07% de cualquier otro. La mayor parte (96,72%) eran originarios del Reino Unido. El resto de países europeos englobaban al 1,12% de la población, mientras que el 2,16% había nacido en cualquier otro lugar. El cristianismo era profesado por el 80,51%, el budismo por el 0,19%, el hinduismo por el 0,56%, el judaísmo por el 0,03%, el islam por el 0,05%, el sijismo por el 1,65%, y cualquier otra religión por el 0,19%. El 10,77% no eran religiosos y el 6,05% no marcaron ninguna opción en el censo.
Había 4376 hogares con residentes, 58 vacíos, y 6 eran alojamientos vacacionales o segundas residencias.